# Thurageau
Thurageau – miejscowość i gmina we Francji, w regionie Nowa Akwitania, w departamencie Vienne.
Według danych na rok 1990 gminę zamieszkiwały 673 osoby, a gęstość zaludnienia wynosiła 19 osób/km² (wśród 1467 gmin regionu Poitou-Charentes Thurageau plasuje się na 449. miejscu pod względem liczby ludności, natomiast pod względem powierzchni na miejscu 106.).